# Mariano Peset Aleixandre
Mariano Peset Aleixandre (Godella, Valencia, 1896 - Valencia, 1968) fue un arquitecto español, nacido en el seno de una familia dedicada desde el siglo XVII a la medicina.

## Biografía
Comenzó sus estudios de arquitectura en la ciudad de Madrid durante el curso 1913 - 1914 donde coincidió con su primo, el poeta y Premio Nobel de Literatura, Vicente Aleixandre. Continuó dichos estudios en la Escuela de Arquitectura de Barcelona, donde se tituló en 1923. Después ocupó los cargos de arquitecto municipal de algunos pueblos de la provincia de Valencia, como Godella, Carlet y Turís entre otros, y también actuó como técnico de algunas acequias y comunidades de regantes.
 
Sus primeros proyectos no muestran el eclecticismo propio de su generación, que progresivamente irá impregnándose de una iconografía cercana al art déco. Esto aparece en algunos edificios de Valencia como el Chuliá de la calle Matías Perelló, (1928) o el Berenguer en la calle Bailén (1933), los dos con un gusto decorativo francés; a diferencia de lo que ocurre con el Mercado municipal de Carlet del año 1934 () o en su diseño para la decoración del teatro-circo de Requena de 1936, no realizado, en el que se hace evidente el nuevo repertorio estilizado, geométrico y elementarista del art déco.

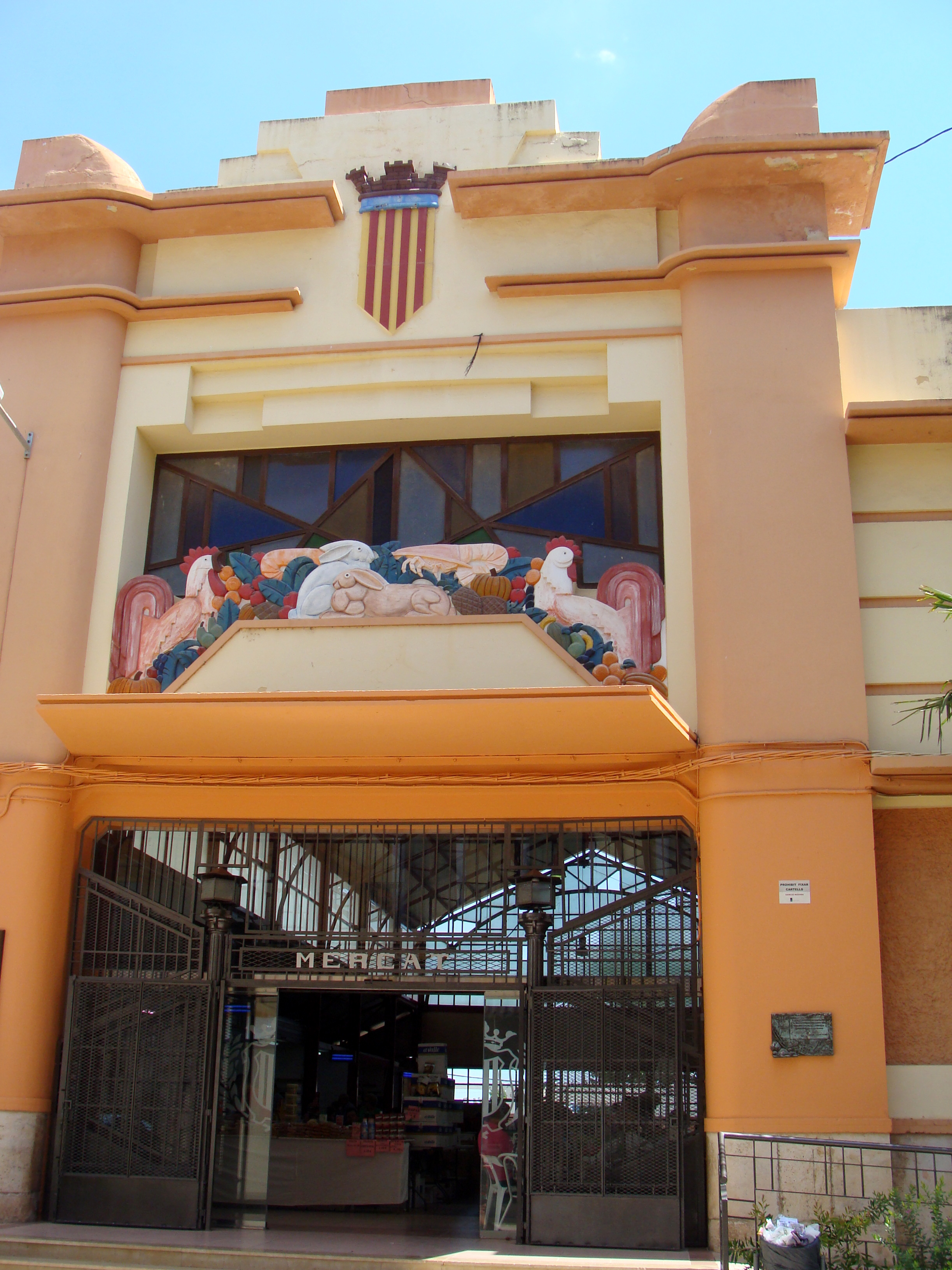
Mercado municipal de Carlet, obra de Mariano Peset Aleixandre, acabado en 1934.

Esta aproximación al gusto moderno se muestra en otras edificaciones, con algunos ejemplos en los proyectados para la calle Turia: edificios Berga, que corresponde al número 34 de dicha calle (1935), Tormo, el número 35, Izquierdo números 47 y 67, estos dos últimos más posteriores y hechos en un racionalismo simplificado y sin decoración aplicada. Sus edificios Peset en la calle Cirilo Amorós números 88 y 90 de 1935 o el Monllor en la calle Turia número 50, de 1940 (), tienen como características unas voladas curvas, dominadas por la profusión de molduras e impostas horizontales. De todos modos son edificios ejecutados como piezas del Ensanche, con luces de insuficientes condiciones de salubridad, haciendo evidente el distanciamiento de los postulados higienistas de los primeros CIAM.
Peset participa en el concurso para la Sociedad Mercantil Hijos de José Legoburgo en Albacete de 1935, el proyecto está marcado por salientes curvilíneos y la continuidad horizontal, acercándose a las obras expresionistas de los arquitectos alemanes, difundidas gracias a las revistas. Más cercano al vocabulario moderno será el conjunto de viviendas para maestros de Moncada (Horta Nord), resueltas con unas elementales piezas apareadas y, sobre todo, en proyectos públicos, como las Escuelas Graduadas de Turís (colaboración con Julio Bellot, 1935-1946); y como las homólogas escuelas de Carlet (1937). En estos edificios se afianzan con más contundencia los lenguajes y procedimientos de la vanguardia. Colabora también con Rafael Bergamín en la dirección de las obras del Sanatorio de la Malvarrosa (1933).
Su principal trabajo fue el actual Rectorado de la Universidad de Valencia, construido para albergar el nuevo edificio de la Facultad de Ciencias de la Universidad de Valencia, en el Paseo de Valencia al Mar, actual Avenida de Vicente Blasco Ibáñez. Este trabajo le fue encomendado por su hermano Juan Peset, entonces rector de la Universidad de Valencia. El edificio se proyecta en 1933 y se inaugura en 1944, y es un edificio donde destaca su torre, respondiendo a la situación en esquina con dos cuerpos unidos por un sector circular, donde sitúa la escalera imperial. En las fachadas se ve una amalgama de lenguajes, oscilando entre un clasicismo simplificado y una refinada yuxtaposición de volúmenes, heredera de la  Sezession y los escalonamientos de la Wiener Werkstätte.
La guerra civil, con las implicaciones políticas de su hermano —presidente de Izquierda Republicana en Valencia, fusilado por las autoridades franquistas en 1941— significó la pérdida de amistades y encargos. Después de recuperarse de una larga enfermedad, reanudará su actividad, terminando la Facultad de Ciencias. Pero el régimen salido del conflicto supone el abandono del lenguaje moderno para uno más castizo y folclórico. Mariano Peset Aleixandre muere en 1968.